# إيرل بالدوين
إيرل بالدوين (بالإنجليزية: Earl Baldwin)‏ هو كاتب سيناريو أمريكي، ولد في 11 يناير 1901 في نيوآرك في الولايات المتحدة، وتوفي في 9 أكتوبر 1970 في هوليوود في الولايات المتحدة.

## وصلات خارجية
- إيرل بالدوين على موقع IMDb (الإنجليزية)
- إيرل بالدوين على موقع ألو سيني (الفرنسية)
- إيرل بالدوين على موقع تيرنر كلاسيك موفيز (الإنجليزية)
- إيرل بالدوين على موقع قاعدة بيانات الأفلام السويدية (السويدية)
- إيرل بالدوين على موقع قاعدة بيانات الفيلم (الإنجليزية)
- إيرل بالدوين على موقع كينوبويسك (الروسية)